# 銅鑼灣書店

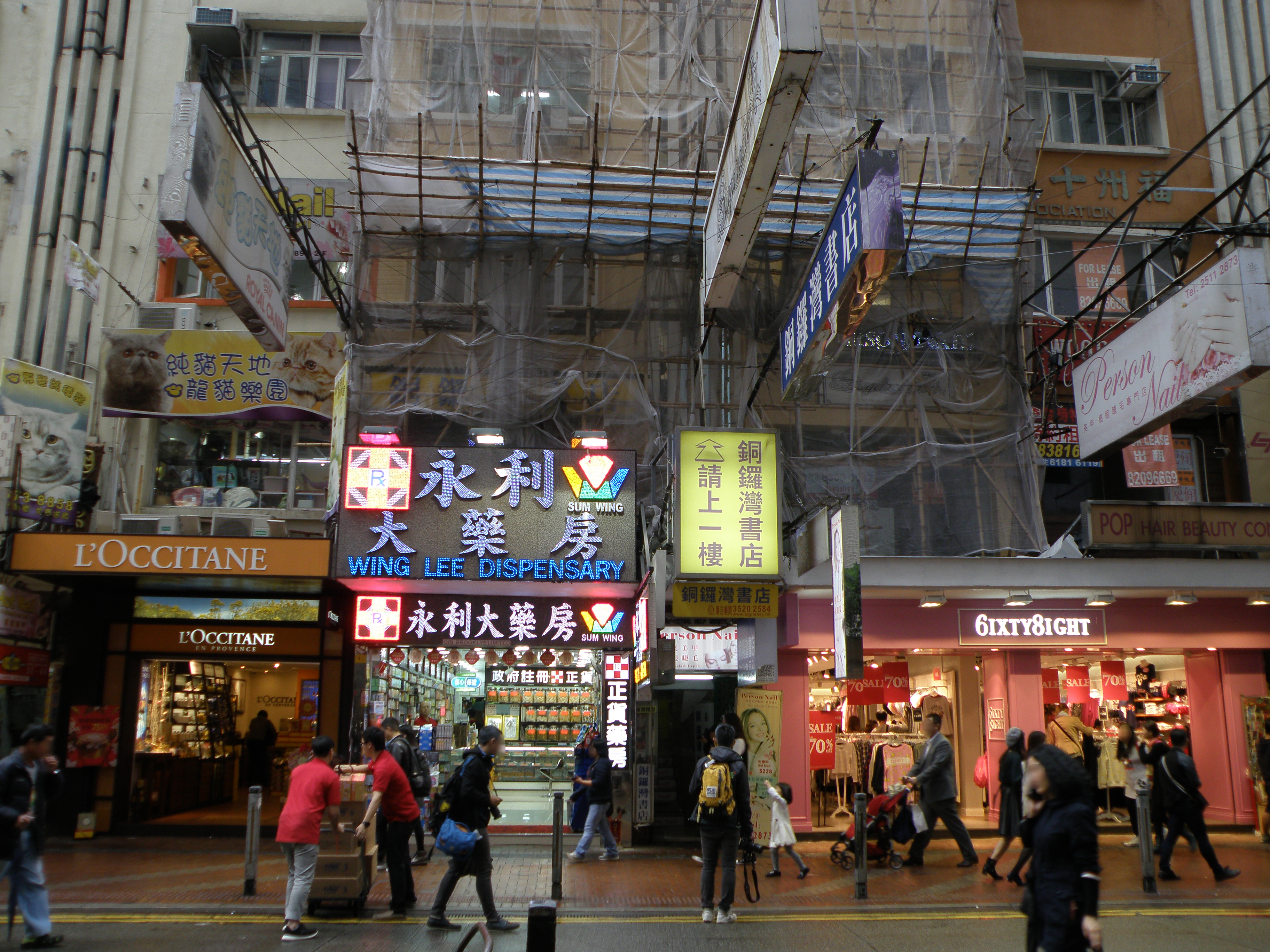
銅鑼灣書店外貌

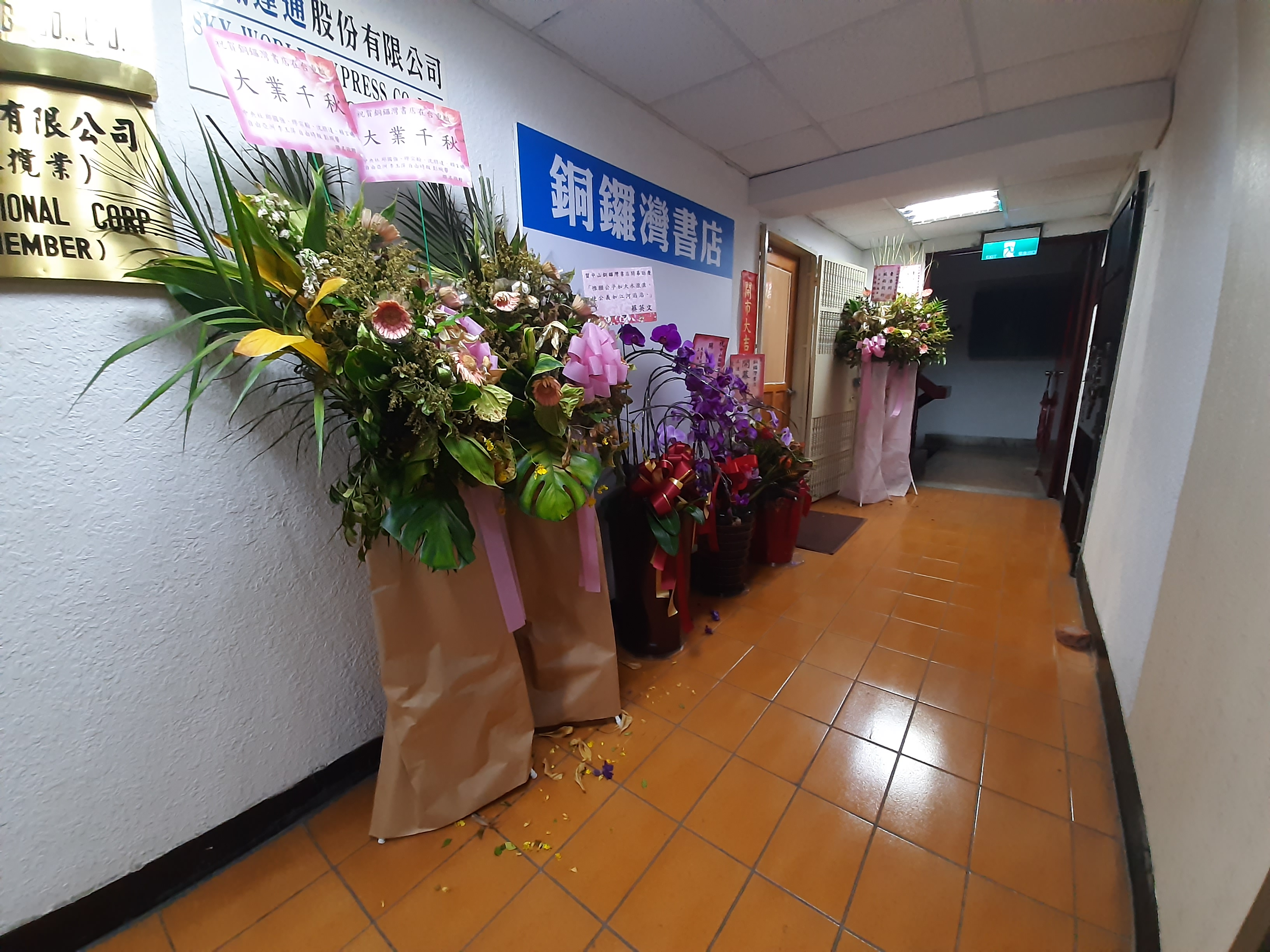
銅鑼灣書店於2020年4月25日在台灣台北市中山區復業，開幕期間門口擺置各方祝賀花籃

銅鑼灣書店（英語：Causeway Bay Books）是一家原位於香港的獨立書店及樓上書店，由香港人林榮基於1994年創辦。2020年4月25日，林榮基在台灣台北市中山區南京西路重新開幕銅鑼灣書店。

## 歷史
銅鑼灣書店原位於香港島銅鑼灣駱克道531號2樓，鄰近香港銅鑼灣崇光百貨、港鐵銅鑼灣站D2出口，店鋪面積近300平方呎（約30平方米）。此書店除了普通文藝歷史書籍之外，還出售不少在中國大陸無法出版出版發售或者少數曾在中國大陸出版但已絕版的政治禁書而聞名，很多到香港旅遊的中國大陸遊客都會專程到此購買政治類書籍。
2014年，林榮基將書店賣給巨流傳媒有限公司，他本人留任店長。公司由桂民海、李波、蔡嘉蘋（筆名舒非，李波之妻）三人持股，自2014年9月起，股權分布為桂民海34%、蔡嘉蘋34%與李波32%。因反送中、長年被威脅等因素於台灣發起重開店計畫募得新台幣597萬多元。

### 股東及員工失蹤事件
2015年10月起，書店內合共4名股東及店長、母公司業務經理，相繼在外地及中國大陸失蹤，包括東主桂民海。第5名失蹤的書店的經營者之一李波則於同年12月30日於香港境內失蹤。2016年1月2日，時任政務司司長林鄭月娥表示已展開調查。

### 網站被入侵
2016年1月3日，國際黑客組織匿名者（英語：Anonymous）香港平台「Anonymous HkG」於其Facebook專頁表示，銅鑼灣書店網站發生PHP執行錯誤。經分析相信已被人入侵修改過，呼籲網民切勿到網站使用網上購買功能，以免個人資料被第三方竊取。

### 書店被清空
2016年3月4日，《苹果日报》记者发现，失蹤的書店总经理李波回港当日，店內的政治書籍也被清空，地面飾櫃內的書版亦被人搬走。

### 書店的寒蟬效應
失蹤事件令不少作者、出版社、印刷廠、書店等行業擔心被中華人民共和國政府追究，拒絕出版政治禁書。

### 股東獲獎
2017年4月20日，股東桂民海因在捍衛言論與出版自由上的貢獻，獲頒瑞典安娜波利特科夫卡亞獎 (Le prix Politkovskaya)，時任中華人民共和國外交部發言人陸慷拒絕對此回應。

### 遷至台灣開店
2019年9月5日，林榮基於群眾募資線上平台flyingV發起名為「銅鑼灣書店｜台灣重啟｜為自由的靈魂而開」募款計畫，募款啟動近20個小時就達成新台幣280萬元的目標，最終共募得新台幣597萬多元。2020年4月21日，林榮基在臺北中山捷運站附近的咖啡廳用餐時，遭到兩名男子潑漆。林榮基表示，昨天接獲律師函，聲稱接受3月初註冊的「銅鑼灣書店有限公司」委託，要他不得使用「銅鑼灣書店」名稱，今天就被人潑漆，很明顯就是恐嚇要我不要開書店。4月22日，警方逮捕涉案的3名嫌犯；同天有一名自稱愛國同心會、中華統一促進黨成員，在陸委會的貼文下留言恐嚇林榮基「這只是我們對你的第一次警告，搞死你分鐘的事」。4月25日，銅鑼灣書店在臺北市中山區南京西路重新開幕，中華民國總統蔡英文送花祝賀，當局動員300名警力防止有心人士滋擾。

### 蔡英文造訪書店

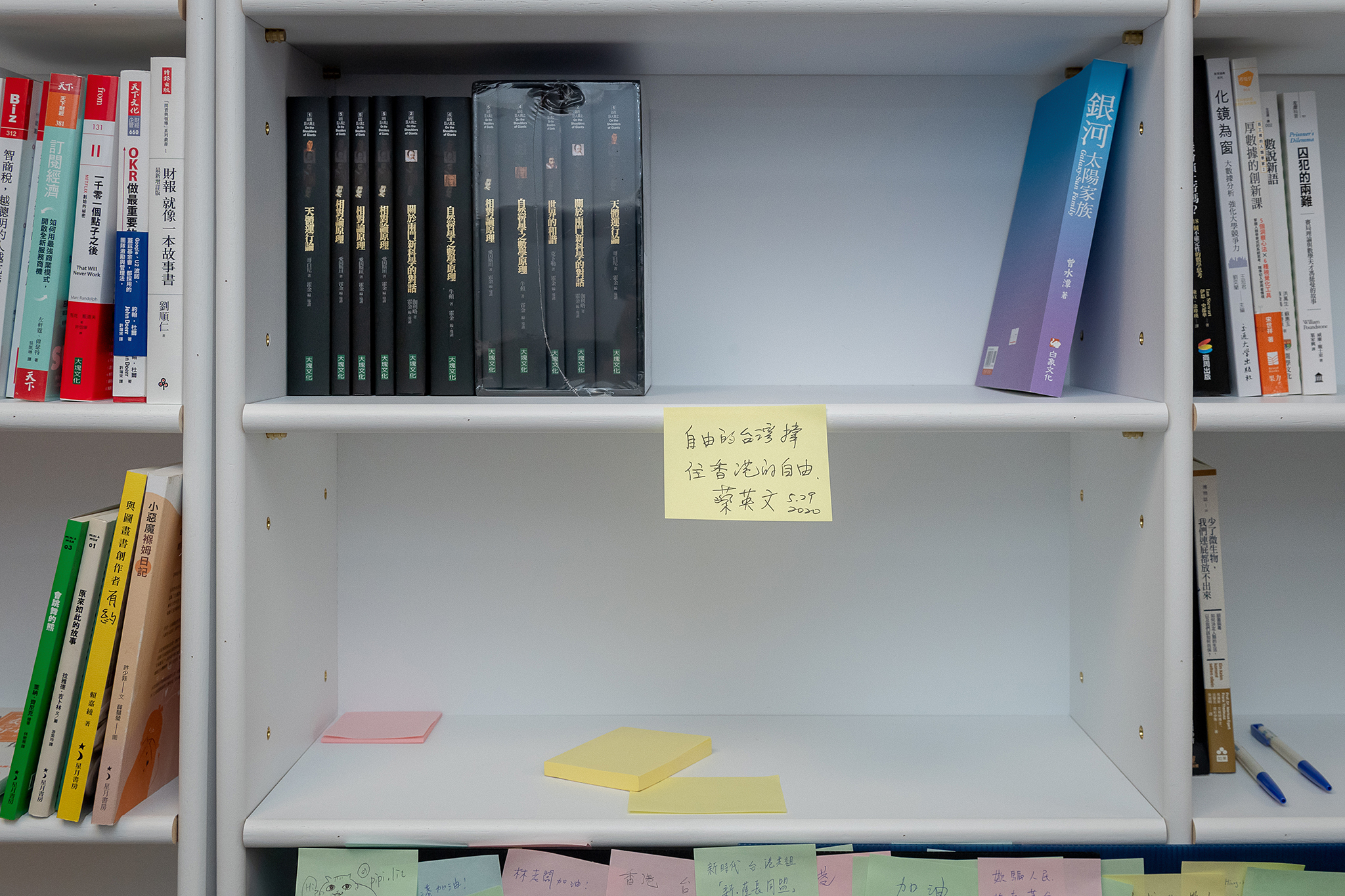
總統蔡英文造訪書店後，親筆寫紙條支持港人，內容寫道：「自由的台灣撐住香港的自由」

2020年5月29日，中華民國總統蔡英文造訪書店，表達「撐香港」立場並發表談話，她甫入書店便親筆寫紙條支持港人，內容寫道：「自由的台灣撐住香港的自由」。她稱，要感謝林榮基在過去到現在這段期間對於香港人權、自由民主的堅持，也代表台灣人表達歡迎之意。林榮基則說，「我要謝謝台灣的朋友，謝謝蔡英文總統」，並向蔡英文表達他對香港現況的憂慮，期望她會有實際的行動來支持港人。

### 店內書籍排放狀況
此書店以書店門口為分界，左邊是關於中國大陸黨內政治鬥爭、官場八卦等側重娛樂的書籍，而右邊則是較具知識性的政治書籍。而其中再按中國當代發展的歷史，將相關的書籍按時序排放。

## 內容

### 圖集

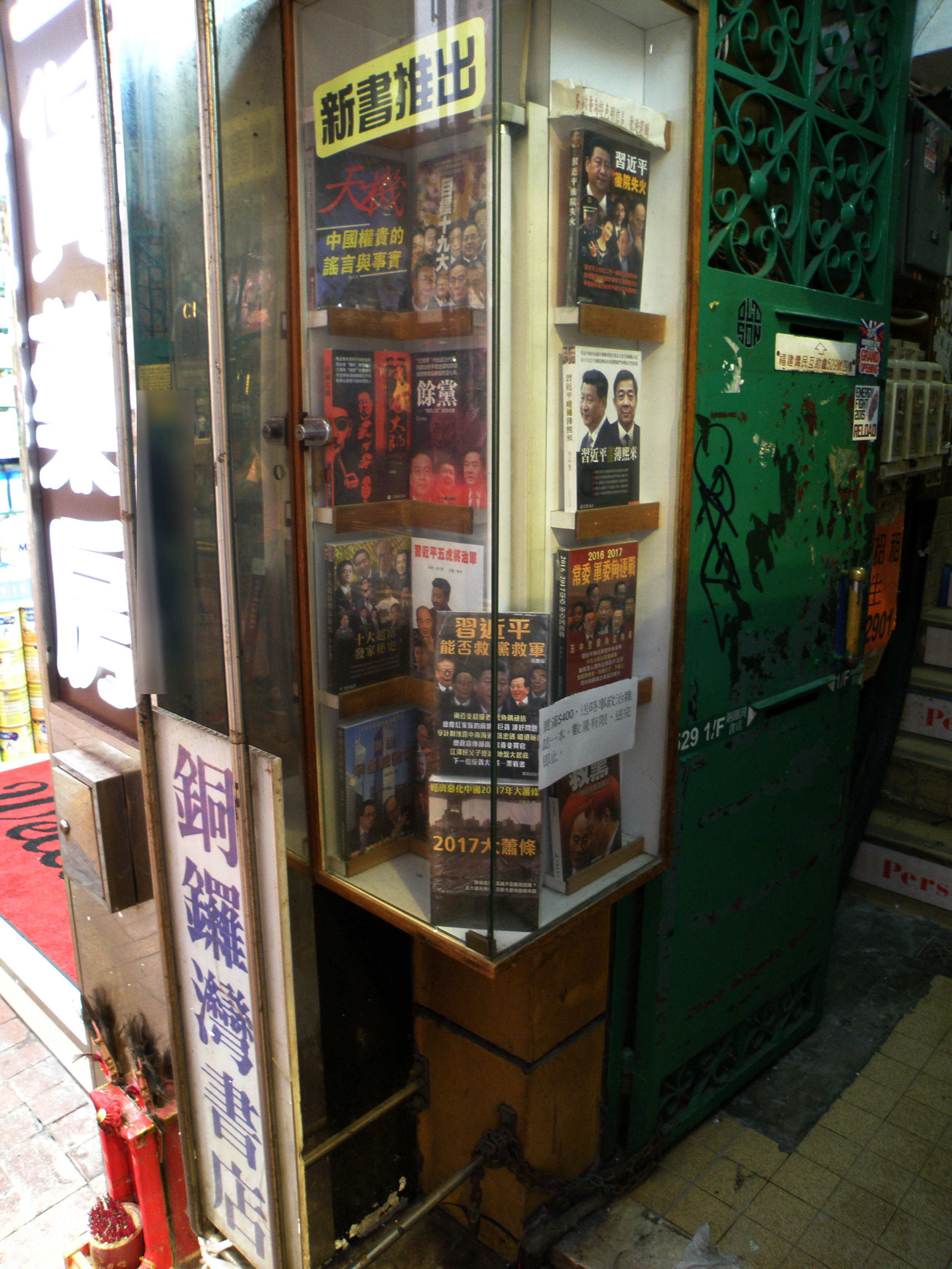
地面入口左方，設有新出版政治書的展示櫃
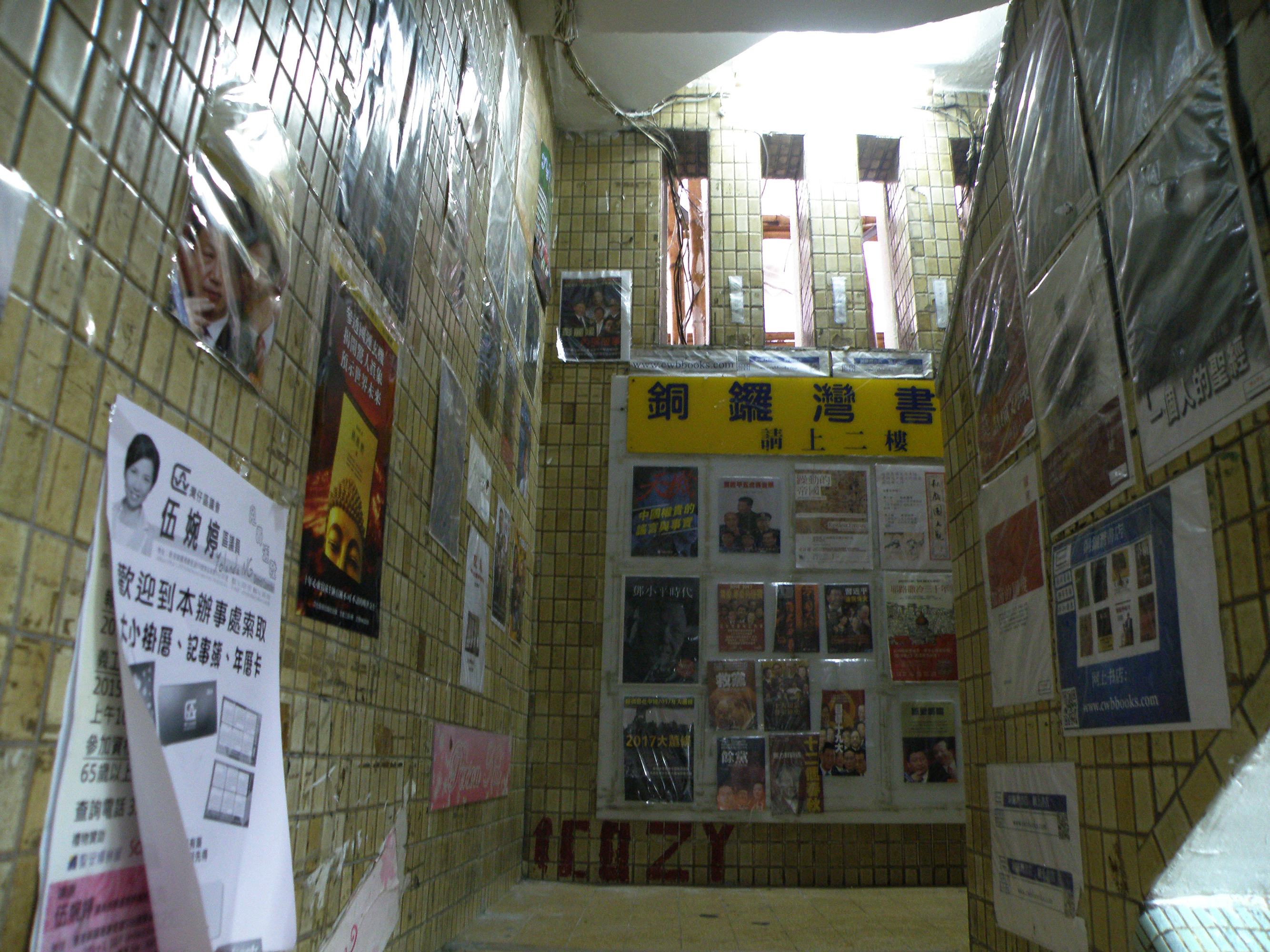
地面通往一樓書店之間的樓梯，貼滿該書店相關書籍海報
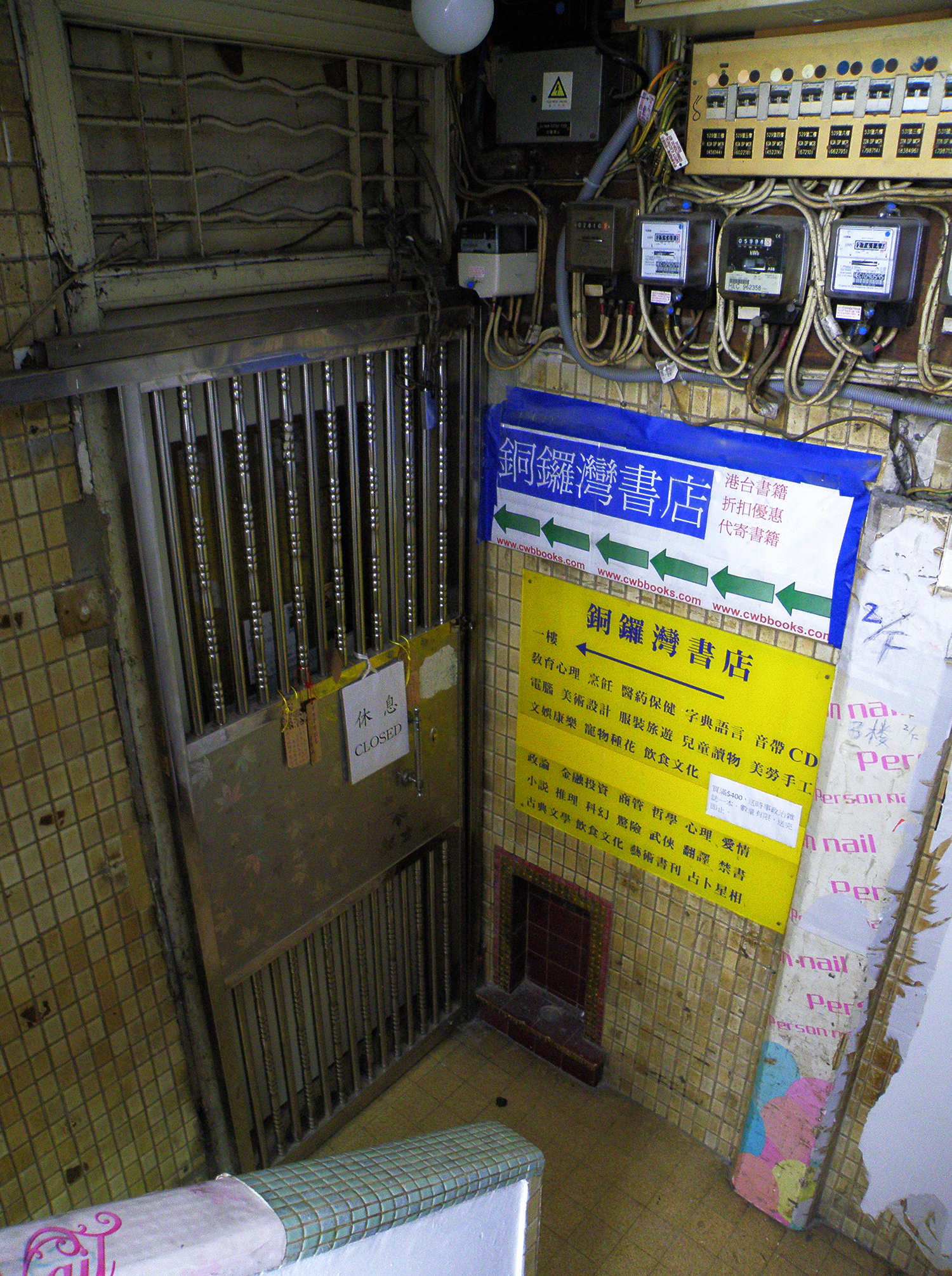
銅鑼灣書店入口，自股東李波失蹤後，店舖一直關門
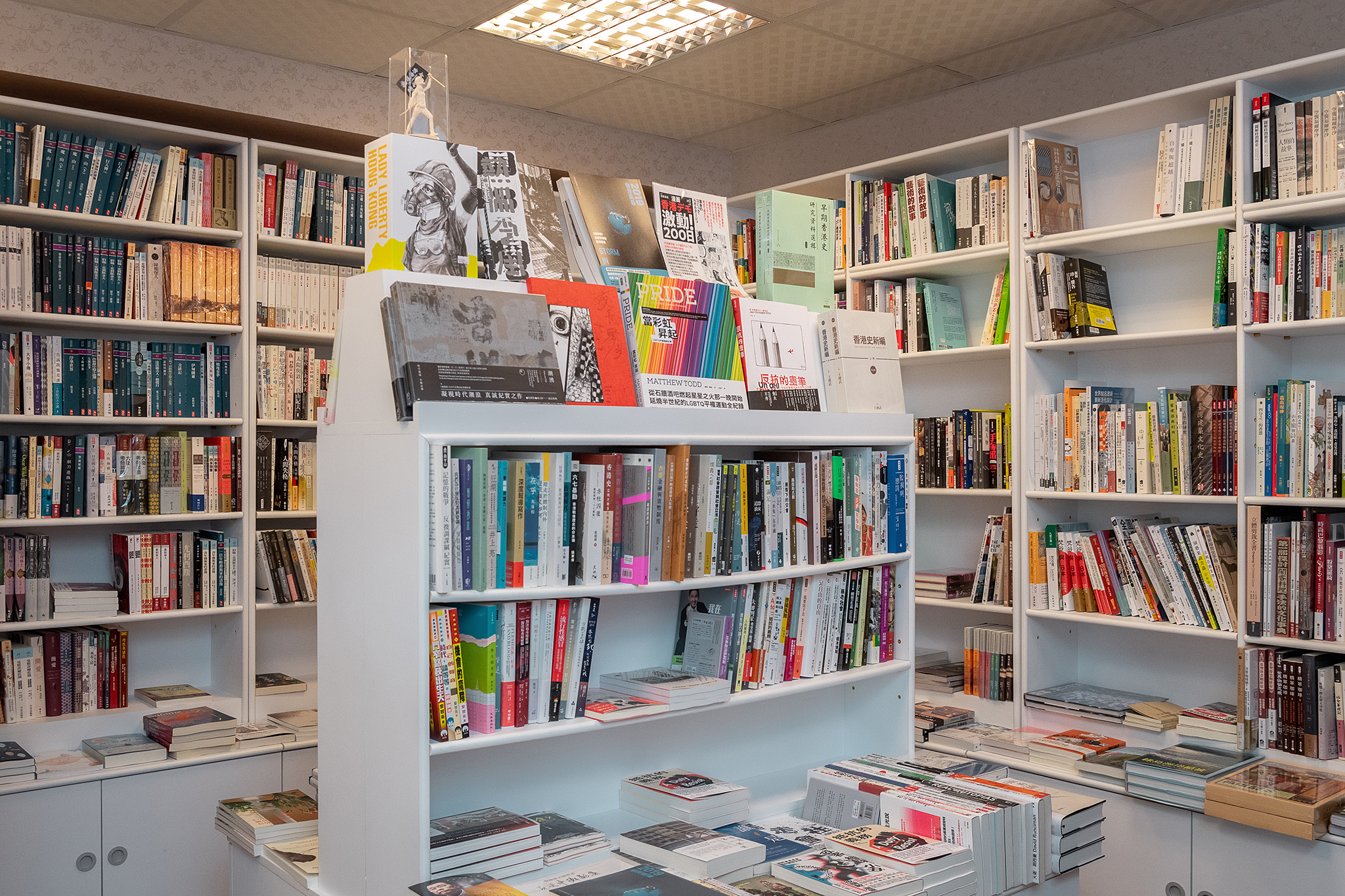
台灣台北市銅鑼灣書店內貌
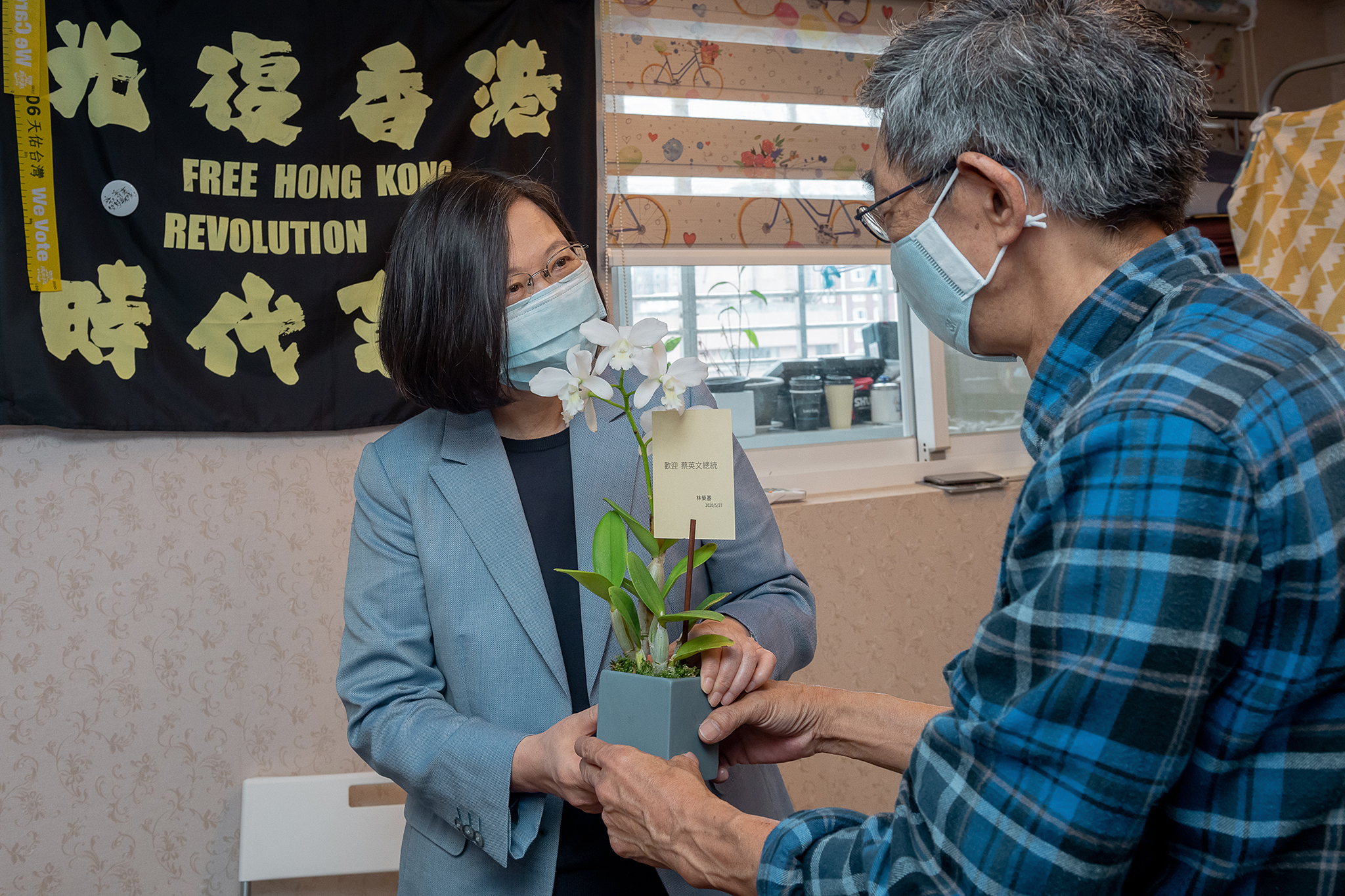
2020年5月29日，總統蔡英文參訪「銅鑼灣書店」

### 店內部分中國大陸禁書列表
| - 《習近平與他的情人們》 - 《總書記的8段情緣》 - 《絕密：中南海零點計劃》 - 《李克強因病辭職》 - 《十九大總理之戰》 - 《中央軍委清洗血案》 - 《習近平和元老巔峰之戰》 - 《大老虎反習同盟》 - 《彭麻麻暗鬥宋貴妃》 - 《習近平二十年執政夢》 - 《2017習近平崩潰》 - 《巨變將臨》 - 《天津核爆炸》 - 《天津大爆炸內幕》 - 《大崩塌臨界點》 - 《老江氣殺習大大》 - 《軟禁江澤民》 - 《江澤民大勝習近平》 |

## 評論
- 英國華裔作家陶傑力撐書店合法經營，表示書店不是販毒。他又形容禁書內容每本都一樣，但很多中國內地自由行不知道而已[27]。
- 中華人民共和國政府斥责林荣基所言不可信，对此旅美作家陈破空表示：“包括林荣基在内的铜锣湾书店五人，并非道德完人，不排除他们各自都有一些道德瑕疵”但“事有大小之分。道德瑕疵事小，“一国两制”事大；胡编乱造事小，出版自由事大；不当经营事小，依法办案事大。言论自由，新闻自由，出版自由，法治香港，一国两制，这些，才是中港之间的头等大事。任何当权者，岂能因为“火大”而恣意妄为？岂能因一时动怒而砸毁“一国两制”？岂能因私废公、因私废法？”[28]

## 外部連結
- 官方网站（繁體中文）
- 銅鑼灣書店－台灣重啟的Facebook專頁